# UFC Fight Night: Eye vs. Calvillo
UFC Fight Night: Eye vs. Calvillo (também conhecido como UFC Fight Night 172 e UFC on ESPN+ 30) foi um evento de MMA produzido pelo Ultimate Fighting Championship no dia 13 de junho de 2020, no UFC Apex em Las Vegas, Nevada.

## Background
Uma luta no peso médio entre Karl Roberson e Marvin Vettori (originalmente marcada para o UFC Fight Night: Smith vs. Teixeira, mas Roberson se retirou após falhar ao tentar bater o peso) foi remarcada para este evento.
Uma luta no peso galo feminino entre Julia Avila e Karol Rosa foi marcada para este evento. A luta era esperada para ocorrer no UFC Fight Night: Maia vs. Askren em outubro de 2019, mas Rosa se retirou da luta devido a uma lesão. Porém Rosa apresentou problemas de documentação que a impossibilitou de viajar, sendo substituída por Gina Mazany.
Uma luta no peso mosca feminino entre Melissa Gatto e Mariya Agapova era esperada para este evento. Entretanto, Gatto se retirou da luta devido a problemas de documentação. Ela foi substituída por Hannah Cifers.

## Bônus da Noite
Os lutadores receberam US$50.000 de bônus:
- Luta da Noite: Não houve lutas premiadas.
- Performance da Noite:  Tyson Nam,  Mariya Agapova,  Marvin Vettori, e  Christian Aguilera